# Kortesaari (ö i Norra Savolax, Inre Savolax)
Kortesaari är en ö i Finland. Den ligger i sjön Vahvanen och i kommunen Rautalampi i den ekonomiska regionen  Inre Savolax ekonomiska region  och landskapet Norra Savolax, i den centrala delen av landet, 270 km norr om huvudstaden Helsingfors. Öns area är 2,8 hektar och dess största längd är 340 meter i nord-sydlig riktning.